# Аустрия Кернтен
«Аустрия Кернтен» — австрийский футбольный клуб из города Клагенфурт-ам-Вёртерзе, существовавший в 2007—2010 годах.

## История
Клуб был основан 1 июня 2007 года, и был преемником клуба «Суперфунд»/«АСКО Пашинг» из Пашинга (основан в 1946 году), заняв его место в австрийской Бундеслиге.
В последующий период клуб пополнили часть игроков и спонсоров клуба «Кернтен» (основан в 1920 году, распущен в 2009).
В июне 2010 года, клуб объявил о своём банкротстве и был расформирован. Команда была расформирована и преобразована в ФК «Пашинг» из одноимённого города.
Город Клагенфурт-ам-Вёртерзе основал новый клуб, названный «Аустрия Клагенфурт» (создан в 2007, а начал играть в 2010), который стал продолжателем традиций клуба «Кернтен» (также носившего название «Аустрия Клагенфурт»).
Свои домашние матчи клуб проводил на стадионе «Хипо-Арена» на юго-западе Клагенфурта, который был одной из арен, принимавшей матчи чемпионата Европы по футболу 2008 года.

## Результаты
| Сезон   | Чемпионат              | Чемпионат | Кубок      |
| Сезон   | Лига                   | Место     | Кубок      |
| ------- | ---------------------- | --------- | ---------- |
| 2007/08 | Австрийская бундеслига | 9 из 10   | —          |
| 2008/09 | Австрийская бундеслига | 6 из 10   | 2-й раунд  |
| 2009/10 | Австрийская бундеслига | 10 из 10  | 1/2 финала |